# 任岐
任 岐（じん き）は、中国後漢末期の人物。益州蜀郡の出身。
初平2年（191年）、犍為太守の官にあり、漢朝からの独立を図った益州牧の劉焉を攻撃したが、返り討ちに遭い、殺害された。
『三国志』劉焉伝によると、独立を目論む劉焉が州内の豪族十数人を殺害したがために、元々は劉焉を迎え入れた賈龍と共に行動を起こした。一方でその注に引く『英雄記』によると、任岐は自らを将軍と号し、従事の陳超と共に劉焉に背いたとされる。